# Dispositif de protection urbaine
 (août 2011).
Le Dispositif de protection urbaine (DPU) est une structure mise en place à Alger pendant la bataille d'Alger, elle consiste à associer la population de la ville à sa propre défense. 

## Présentation
Le DPU permet de contrôler la population de la Casbah et la quadriller quartier par quartier, immeuble par immeuble et de pénétrer les réseaux du FLN de la zone autonome d'Alger. C'est l'autorité militaire qui désigne les responsables du DPU. Six mille ralliés ont rejoint le dispositif, parmi eux des centaines d'anciens militants du FLN « retournés » par les services de l'action psychologique, le plus souvent vêtus de bleu de chauffe (voir Bleuite), surveillent chacun, infiltrent les réseaux du FLN et font passer la consigne.
Le colonel Roger Trinquier est à l'origine de ce nouvel organisme, le 1er février 1957. Les grandes lignes sont fixées par le général Jacques Massu dans une note de service du 10 février 1957. La note du 7 février 1957, émanant de la préfecture d'Alger, l'institue « dans le ressort de l'inspection générale pour les départements de la région d'Alger et pour l'agglomération algéroise. » Parmi les autres initiateurs de ce dispositif, les capitaines Paul-Alain Léger et Sirvent.